# Liège (matériau)
Pour les articles homonymes, voir Liège (homonymie).

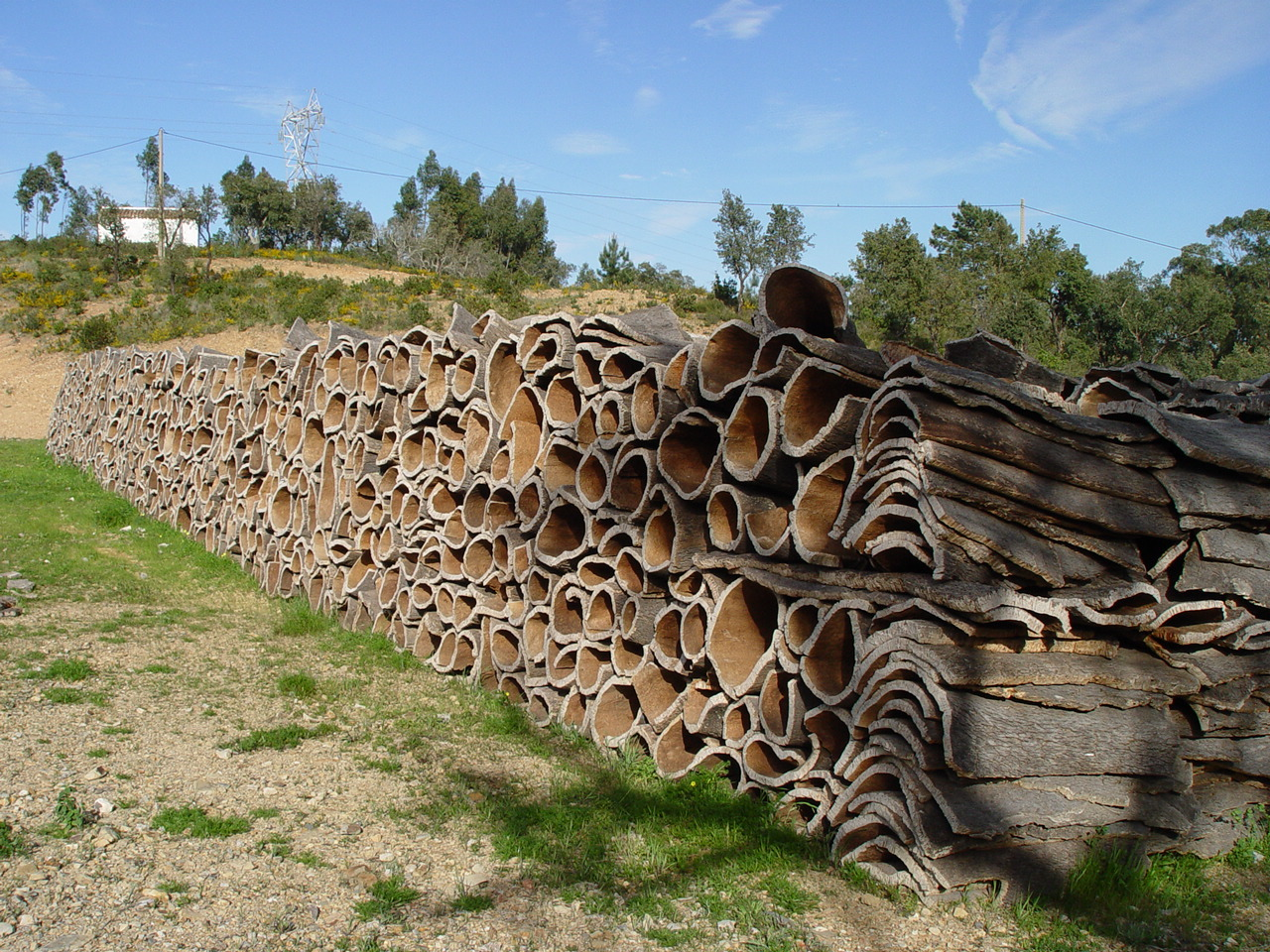
Liège au Portugal.

Le liège est un produit agricole et un matériau cellulaire, produit à partir de l'écorce du chêne-liège. Cet arbre est actuellement le seul produisant des quantités exploitables de suber, même si ce tissu végétal est présent dans toutes les plantes vasculaires et parfois en quantité remarquée comme chez le phellodendron. Le suber protège l'arbre des insectes, du froid, des intempéries, et des incendies, tout en lui permettant de respirer, par de minces canaux appelés lenticelles (les trous du liège et de certains fruits).
Le chêne-liège est un puits de carbone d’autant plus efficace que l’arbre est exploité pour produire du liège.

## Histoire de l'utilisation et de la production

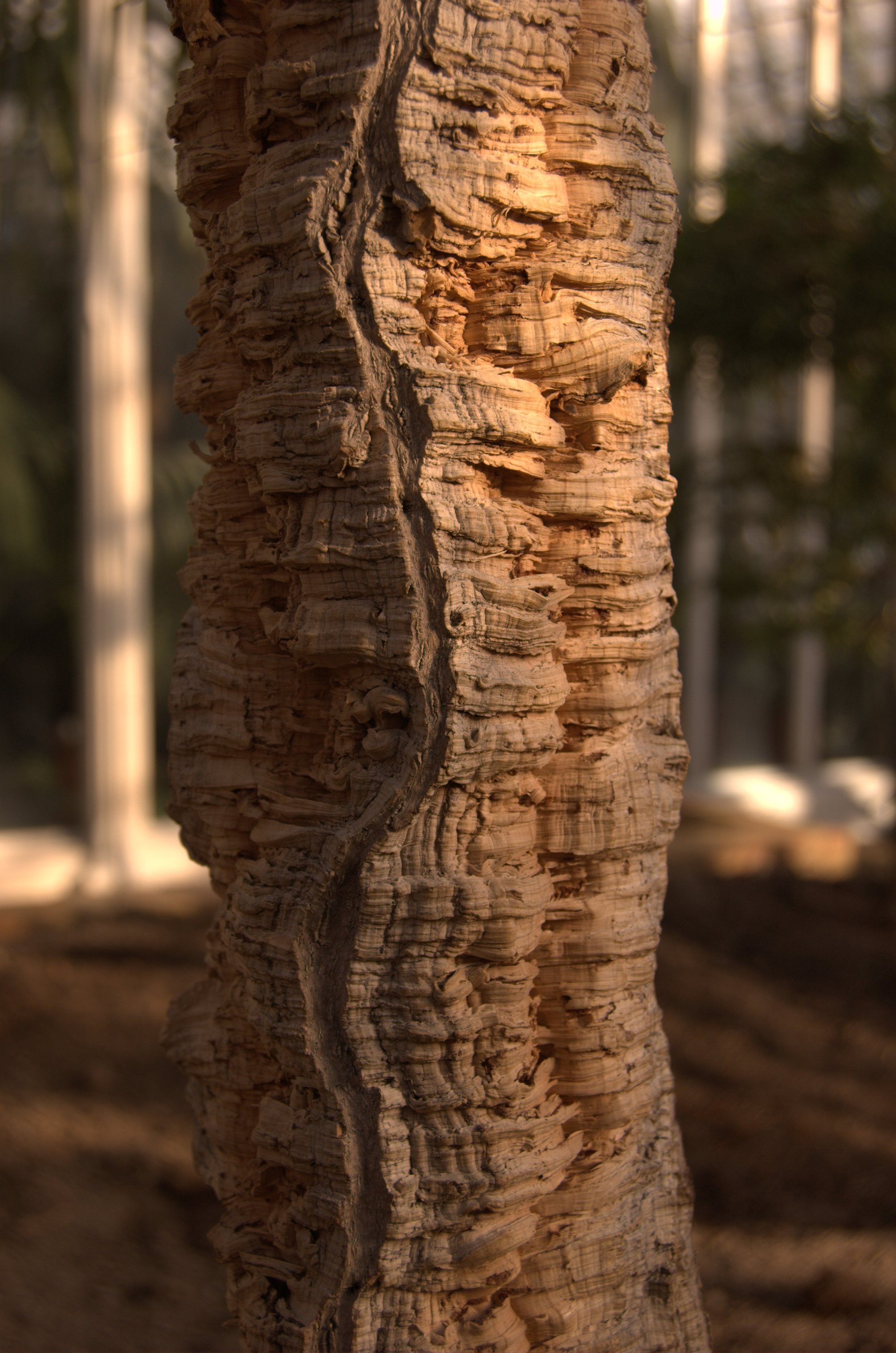
Écorce d'un chêne-liège.

Les premiers chênes-lièges identifiés montrent que l'espèce existe depuis des millions d'années et des vestiges de l’Antiquité prouvent que les hommes ont su l’exploiter pour des utilisations variées et la fabrication d’objets très diversifiés.
Des vestiges d’objets fabriqués en liège et datant de 3000 av. J.-C. ont été retrouvés en Chine, en Égypte, à Babylone et en Perse. En Italie, parmi d’anciens vestiges datant du IVe siècle av. J.-C., on a trouvé des objets fabriqués en liège tels que bouées, bondes pour obturer les barriques, chaussures de femme et morceaux de toitures.
À la même époque, on trouve des traces du chêne-liège dans les écrits du botaniste grec Théophraste, s’émerveillant de « la faculté que cet arbre possède en renouvelant son écorce quand celle-ci lui est retirée ».
Le bouchon de liège résiste aux pressions mieux que les bouchons du type précédent, et avec le développement du champagne et autres vins pétillants, ils les supplantent à partir du début du XVIIIe siècle.
Au XVIIIe siècle et au début du XIXe siècle, le liège est utilisé pour fabriquer des maquettes de monuments antiques qui connaissent un grand succès.
Le nom du liège est attribué au 27e jour du mois de frimaire du calendrier républicain ou révolutionnaire français, généralement chaque 17 décembre du grégorien.
Au XIXe siècle, la France, l’Italie et la Tunisie développent l’exploitation de leurs forêts de chênes-lièges et la production du liège comme matériau. En 1860, l'Écossais Frederick Walton invente le linoléum en ajoutant de l'huile de lin à du liège et fonde une entreprise au Royaume-Uni qui produira des revêtements de sol pour l'Europe et l'Amérique du Nord de 1864 à 1970.
À la fin du XIXe siècle, le liège aggloméré apparait, permettant d'une part de récupérer les déchets de l'industrie du liège, d'autre part de développer des usages anciens (bouchons) et nouveaux (plaques, panneaux, etc., mis en formes infinies).
Au XXe siècle, l’industrie du liège développe des processus et des méthodologies, l’emploi du liège comme matériau est de plus en plus innovant et dans les années 1950, une entreprise américaine conçoit les premières dalles en liège pour revêtir le sol[réf. nécessaire].
À la fin du XXe siècle et au début du XXIe, des études sont menées pour définir les normes internationales pour l’industrie du liège. La principale institution dans ce domaine est la Confédération européenne du liège (C.E.Liège) qui regroupe cinq pays producteurs (Espagne, France, Grande-Bretagne, Italie, Portugal) via les fédérations de ces pays.

## Écorçage

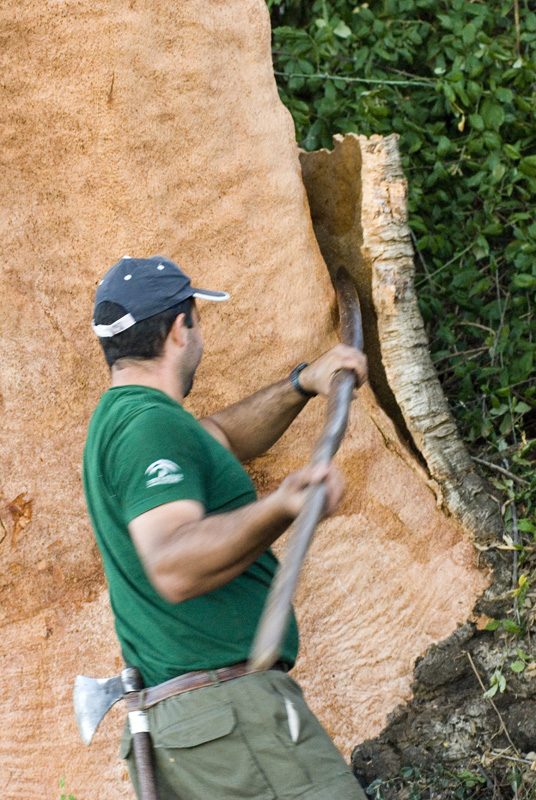
Écorçage près d'Aracena (Espagne).

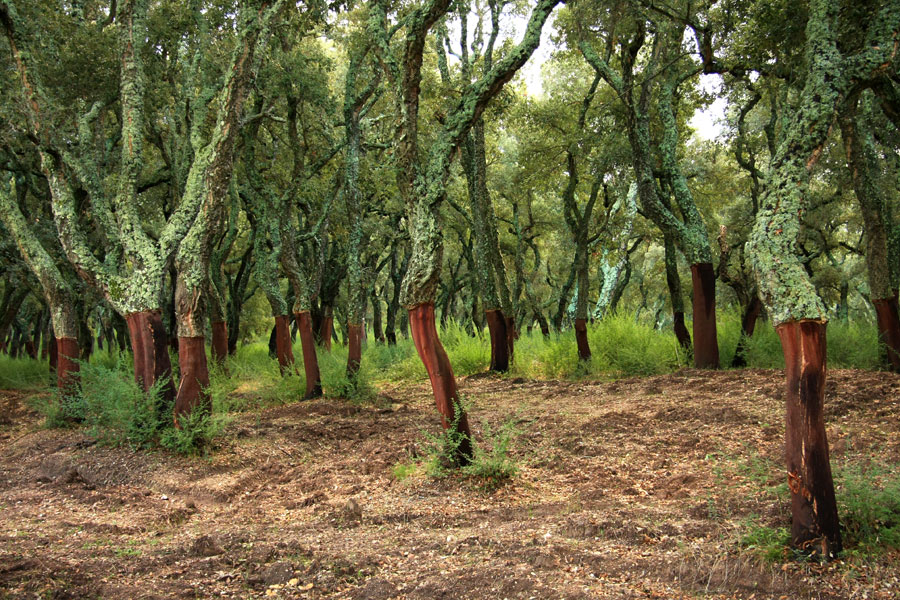
Forêt de chênes-lièges près de Tempio Pausania (Sardaigne).

Le liège produit directement par l'arbre est le « liège mâle » : crevassé et de moindre valeur, ce liège ne peut pas servir pour la fabrication de bouchons. De manière générale, l'opération qui consiste à enlever l’écorce d’un arbre se dit « écorçage ». Pour le chêne-liège, l’écorçage a cela de particulier que l’opération ne demande pas d’abattre l’arbre pour récupérer le liège. Pour désigner particulièrement l’opération consistant à enlever le « liège mâle » du chêne-liège on parle de « démasclage ». Cette opération se fait dès que le tronc atteint 70 cm de circonférence à 1,30 m du sol et sur un arbre qui a entre 20 et 25 ans.
Le liège mâle est de couleur noire, d’une structure très irrégulière et d’une dureté qui le rend difficile à travailler. Une fois écorcé, il peut servir de matériau d’isolation ou pour construction de sols. Après le démasclage, il faut environ deux à trois écorçages avant que le liège ne soit doté de propriétés et caractéristiques propres à la production de bouchons de liège. En effet, après le démasclage, le liège devient plus régulier, moins dur, mais il n'est propre à la fabrication de bouchons qu’après les deux ou trois premiers écorçages du chêne-liège, car la production de bouchons de liège impose de n’utiliser que du liège de très grande qualité, avec une certaine régularité dans les lenticelles. Par ailleurs, le liège de qualité « bouchonable » s’obtient aussi au regard du respect de « la loi des neuf ans », correspondant à la durée de repos nécessaire à l'arbre pour reconstruire une couche suffisante de liège.
Après démasclage, le nouveau liège qui se forme est le « liège femelle » également appelé « liège de reproduction ». L’opération qui consiste à enlever le liège femelle est « la levée ». On parle de levée de l’arbre quand l’épaisseur de liège femelle voulue est atteinte. Le seuil d’épaisseur idéal correspond à environ 3 cm : c’est l’épaisseur minimale nécessaire à la fabrication des bouchons pour lesquels le diamètre standard est en général de 24 mm. La durée de reproduction du liège sur un arbre écorcé est de neuf à quinze ans selon les régions géographiques où l’arbre est cultivé et le liège produit. La levée s’effectue de mai à août. La durée de vie moyenne du chêne-liège étant de l’ordre de 150 ans, cela permet d’effectuer de douze à quinze levées.
L'écorce s'exploite sur le tronc et les principales branches, si leur diamètre le permet. La hauteur d'écorçage dépend du diamètre du chêne-liège : plus il est gros, plus haut on peut lever le liège. On utilise pour cela un coefficient d'écorçage qui, multiplié par la circonférence du chêne-liège mesurée à 1,30 m indique la hauteur maximale de récolte à ne pas dépasser. En France, les coefficients d'écorçage sont en général de 1 à 1,5 pour le démasclage, et de 1,5 à 2 pour les levées suivantes. Dans d'autres pays, comme au Portugal par exemple, les coefficients d'écorçage peuvent atteindre voire dépasser 3, ce qui permet de gagner en rentabilité.
Pour prélever l’écorce, on utilise des haches spéciales possédant un tranchant très fin et un manche biseauté. Il est possible de distinguer trois types de haches : 
- la hache catalane, au tranchant droit, utilisée en France, en Espagne et en Italie ;
- la hache portugaise, au tranchant arrondi, utilisée au Portugal ;
- la hache extremena, au tranchant en demi-lune, utilisée en Espagne.

## Propriétés

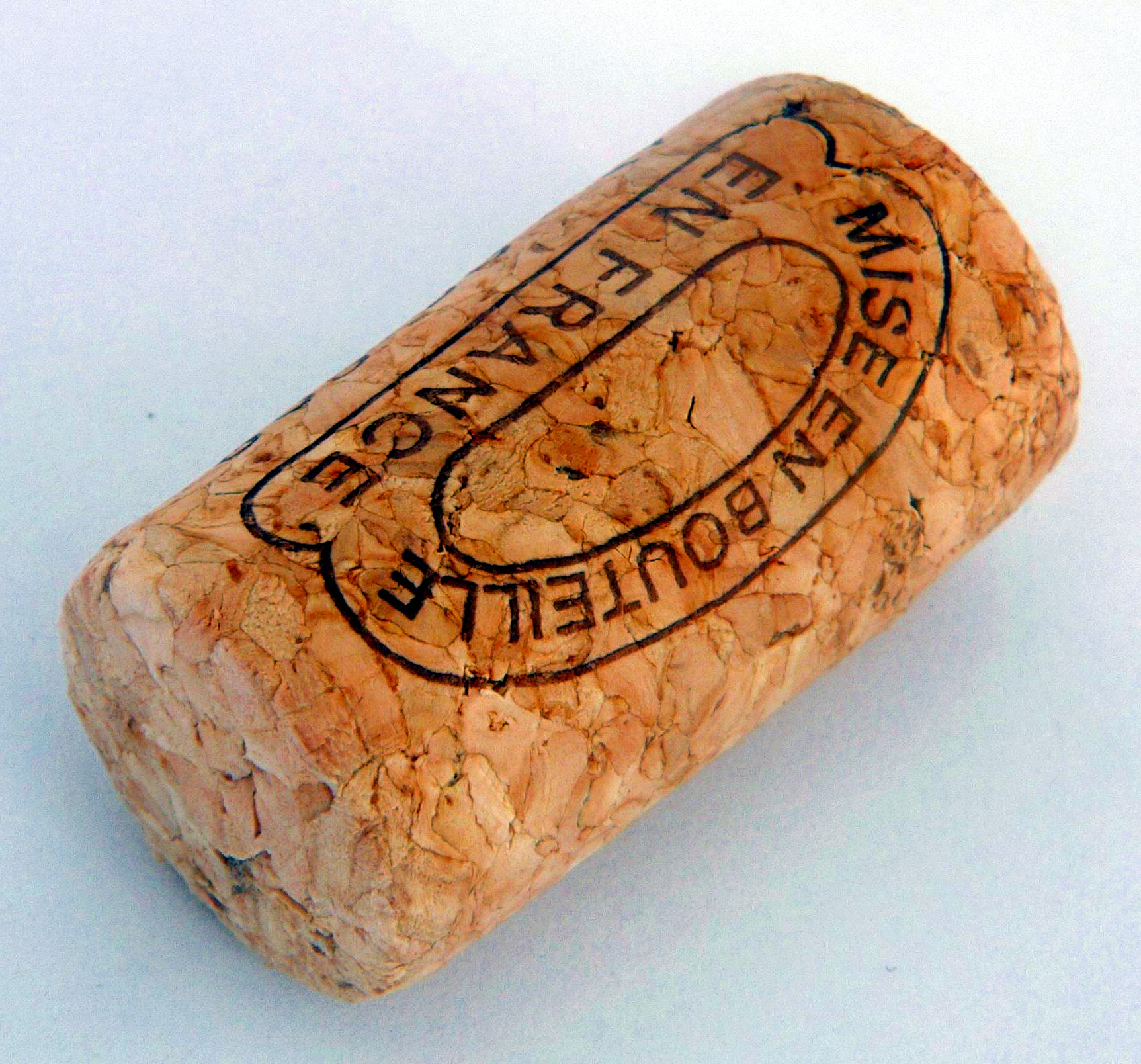
Bouchon à bouteille de vin en liège aggloméré.

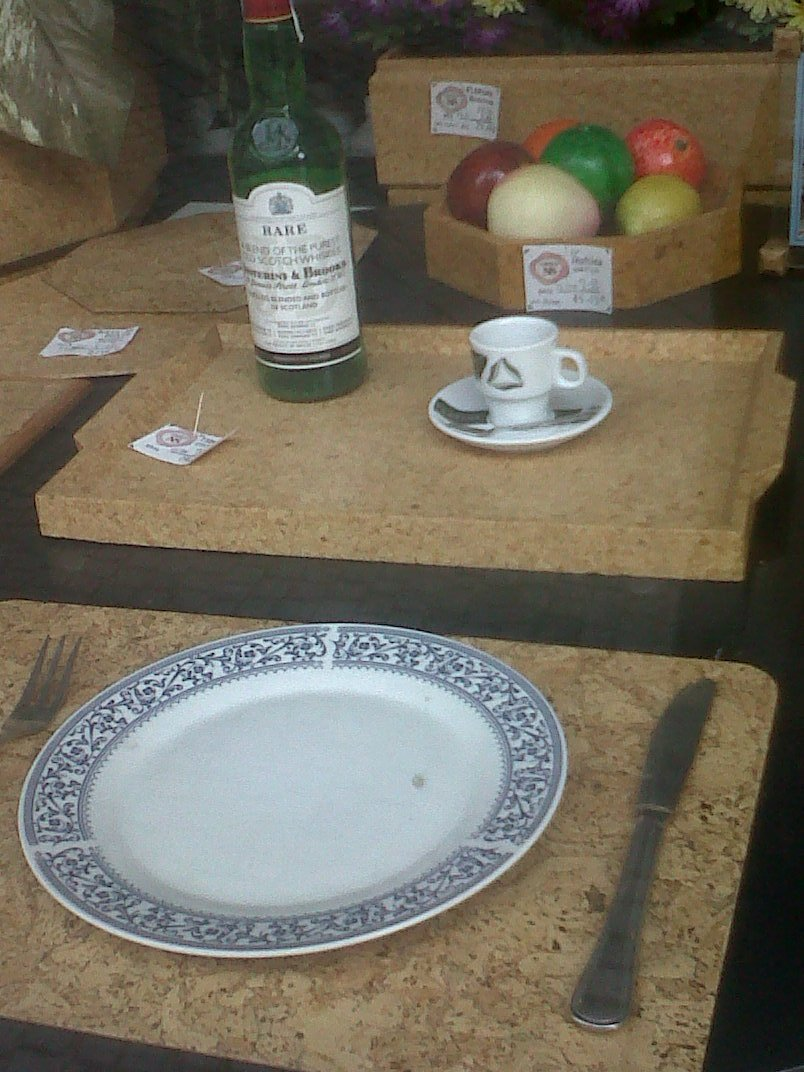
Objets d'artisanat en liège, à Porto (Portugal).

Le liège est un matériau cellulaire, dont près de 90 % du volume est de l'air, ce qui lui donne une faible densité, d'excellentes qualités d'isolation thermique, acoustique et vibratoire. C'est un produit souple et antistatique. Grâce à la subérine qui en constitue une fraction importante, il résiste relativement bien à l'humidité, et également au feu, même si, contrairement à la croyance populaire, le liège reste inflammable au même titre que tout composé ligneux. Il se décompose lentement.
On distingue deux types de liège : « naturel » et « expansé » :
- le liège brut (masse volumique d'environ 200 kg/m3) ne subit aucun traitement, excepté l’ébouillantage, c’est pourquoi il est qualifié de « liège naturel » ;
- chauffé à haute température, il devient du « liège expansé » (masse volumique d'environ 120 kg/m3), encore plus gonflé d’air, ce qui le rend plus léger et plus performant en isolation thermique.

## Utilisation
Il sert traditionnellement à fabriquer des bouchons à vin ; plus de 80 % de la production de liège mondiale est utilisée pour fermer les bouteilles. Néanmoins, toutes ces propriétés, réunies dans un matériau naturel, rendent le liège précieux pour diverses applications, notamment en bioconstruction. Le PVC utilisé dans les fuselages des avions a pu être ainsi remplacé par du liège qui dispose des mêmes propriétés de légèreté et d'ininflammabilité. Concassé en granulés, on le transforme en panneaux d'isolation, revêtement mural ou pour le sol. Il entre aussi dans la composition du linoleum.

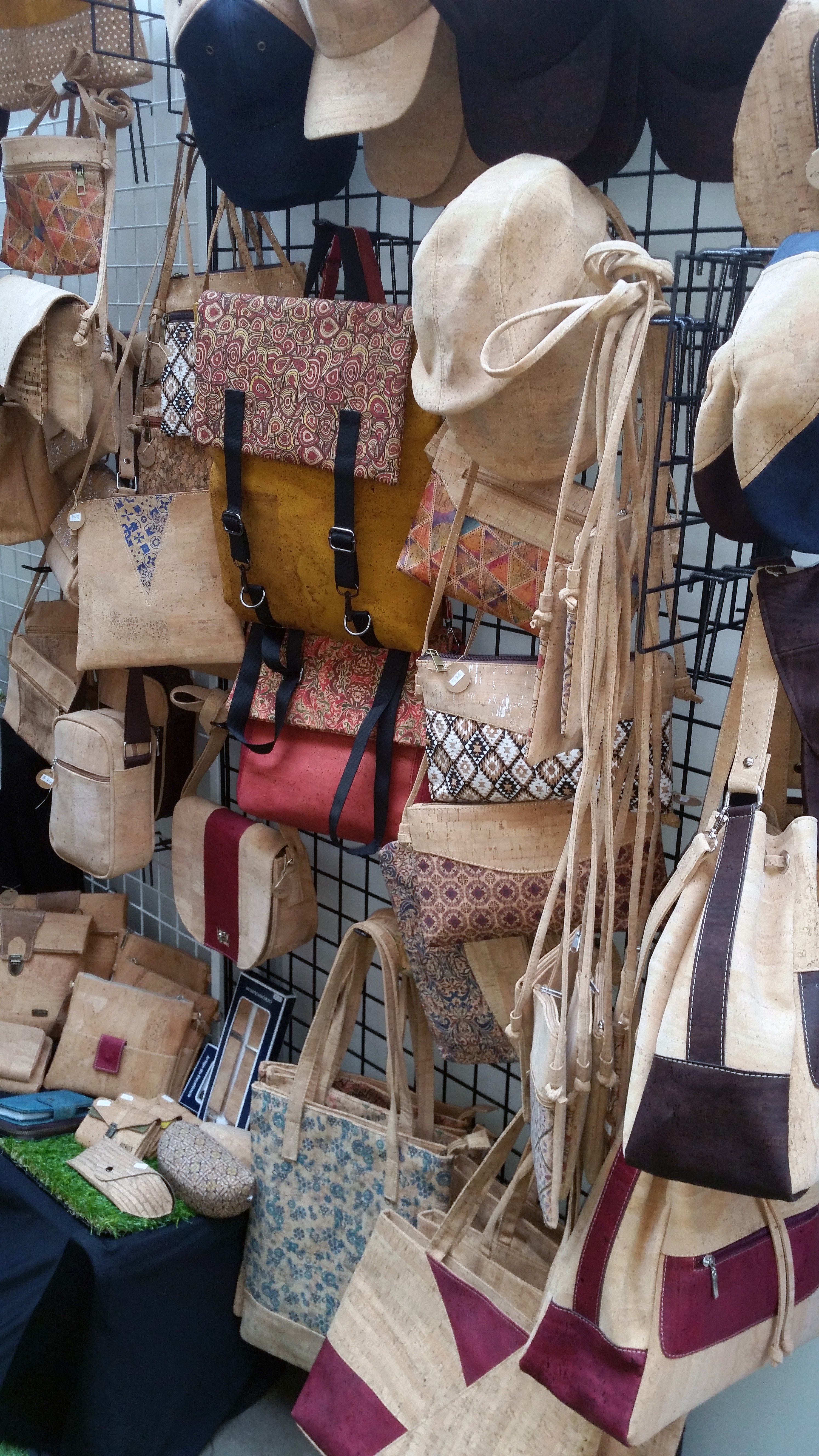
Accessoires en liège sur un stand du VeggieWorld Paris 2019.

Le liège est utilisé dans beaucoup d'applications de bouchages spéciaux, de semelles de chaussures, de panneaux techniques de toutes formes. Il est également utilisé dans la fabrication de certains instruments de musique de la famille des bois, notamment la flûte à bec, la clarinette, le hautbois, le saxophone et le basson.
Ses caractéristiques (souple, isolant, etc.) font de lui un matériau très demandé pour l’élaboration d’articles particuliers : siège de voiture, articles de sports, canne à pêche, constituants de produits destinés à l’industrie de pointe, joints de dilatation destinés à l’industrie du bâtiment, etc.
Le liège sert aussi à la fabrication de volant de badminton, et dans le secteur de la mode, pour la fabrication de chaussures, de sacs, d’accessoires et de vêtements.
Depuis quelques années, il est également très utilisé dans la construction de maison écologique, pour ses excellentes performances en isolation thermique et acoustique. Il se présente en granules ou en panneaux constitués de liège broyé, expansé dans des fours autoclaves ou pas. Sa conductivité thermique (λ) est d'environ 0,04 watt par mètre-kelvin en fonction du produit et du niveau d'expansion.
Outre son utilisation comme isolant à partir de granulat ou de plaques de liège, il est désormais utilisé dans la décoration de l'habitat. Il est particulièrement apprécié pour ses qualités intrinsèques, éprouvées dans l'habitat depuis plusieurs siècles. L'expansion de ce matériau dans l'habitat a démarré à la fin du XIXe siècle. Au début du XXe siècle, des architectes renommés tels que Frank Lloyd Wright l'ont utilisé pour ses qualités naturelles et notamment son acoustique. Outre l'acoustique, il est aussi isolant thermique, anti-allergique. En qualité de matériau résilient, il est souple à la marche et apporte un confort au quotidien inégalé, même par les matériaux synthétiques les plus récents. Il est très utilisé dans les pays d'Europe du Nord, aux États-Unis, ainsi qu'au Japon.
Il est également utilisé dans l'industrie spatiale, pour fabriquer des boucliers thermiques ablatifs, à l'instar de la sonde de la mission Exomars.
Le coût de sa collecte et de son tri reste trop élevé pour qu'une filière de recyclage se développe à grande échelle malgré des initiatives locales.

## Production
- En 1977, 300 000 t de liège étaient produites dans l'année, dont 192 000 t (64 %) au Portugal[10], en 2010, la production n'était plus que de 201 428 t, dont 100 000 (49,6 %) au Portugal[11].

- Portugal, premier producteur mondial, produit du liège qui concerne principalement les districts de Santarém, d’Évora, Setúbal, Portalegre et Beja, leurs chênaies fournissant environ 90 % de la production du liège portugais.
- Espagne, deuxième producteur mondial.
- Algérie, troisième producteur mondial.
- Maroc
- Italie
- France
- Tunisie

D’autres pays, tels que la Russie, ont essayé de planter des chênes-lièges sans succès.

## Commerce
La France, en 2014, est nette importatrice de liège, d'après les douanes françaises. Le prix à la tonne à l'import était d'environ 11 000 €.